# 愚园路历史风貌区阅读点
愚园路历史风貌区阅读点位于中華人民共和國上海市长宁区愚园路919号，2017年7月6日揭牌开幕，面积为50平方米，书籍有139册。建成前此地属于江苏路街道办事处。内有描述历史名人故居的手绘地图置于墙上和王伯群旧居模型在玻璃展台展示。中光明商业联合党支部于2020年9月11日到此开展了“四史”学习教育。